# TOI-1422
TOI-1422 — одиночная звезда в созвездии Андромеды на расстоянии приблизительно 508 световых лет (около 156 парсек) от Солнца. Видимая звёздная величина звезды — +10,62m. Возраст звезды определён как около 5,1 млрд лет.
Вокруг звезды обращается, как минимум, две планеты.

## Характеристики
TOI-1422 — жёлтый карлик спектрального класса G2V. Масса — около 0,981 солнечной, радиус — около 1,019 солнечного, светимость — около 1,086 солнечной. Эффективная температура — около 5775 K.

## Планетная система
В 2022 году группой астрономов проекта TESS у звезды обнаружены планеты TOI-1422 b и TOI-1422 c.